# Сантарелли, Андреа
Андреа Сантарелли (итал. Andrea Santarelli, род. 3 июня 1989 года) — итальянский фехтовальщик-шпажист, серебряный призёр Олимпийских игр 2016 года в командной шпаге, призёр чемпионатов Европы.

## Биография
Родился в 1993 году. В 2007 году стал чемпионом мира среди спортсменов до 14 лет.
В 2014 и 2015 годах становился чемпионом Италии в шпаге.
В 2016 году стал серебряным призёром чемпионата Европы в командном первенстве. На Олимпийских играх в Бразилии в составе команды шпажистов Италии завоевал серебряную медаль.
В 2018 году на чемпионате Европы в Сербии в командных соревнованиях завоевал бронзовую награду.
В 2019 году на чемпионате Европы в Дюссельдорфе уступил в финале израильскому спортсмену Ювалю Шалому Фрейлиху и завоевал серебряную медаль, а на чемпионате мира стал бронзовым призёром в личной шпаге.